# Anwar Gataullin
Anwar Anwarowicz Gataullin (ros. Анвар Анварович Гатауллин, tat. Әнвәр Гатауллин, ur. 23 lutego 1923 w Permie, zm. 26 sierpnia 1994 tamże) – radziecki lotnik wojskowy, podpułkownik, Bohater Związku Radzieckiego (1945).

## Życiorys
Urodził się w tatarskiej rodzinie robotniczej. Uczył się w technikum lotniczym w Permie, w 1940 został powołany do Armii Czerwonej, w 1942 ukończył wojskową lotniczą szkołę pilotów w Omsku i w czerwcu 1943 został skierowany na front wojny z Niemcami. Walczył w składzie 99 zwiadowczego pułku lotniczego gwardii na Froncie Briańskim, Nadbałtyckim i 2 Nadbałtyckim jako dowódca załogi i dowódca klucza, wykonując zwiady i zbierając informacje o przeciwniku, brał udział w przygotowaniu i przeprowadzeniu operacji orłowskiej latem 1943 i operacji briańskiej jesienią 1943. W listopadzie 1943 brał udział w operacjach wojskowych w rejonie Połocka i Witebska, w styczniu i lutym 1944 w operacji starorussko-noworżewskiej (część operacji leningradzko-nowogrodzkiej), w lipcu 1944 w operacji rzeczycko-dwinskiej, a w sierpniu 1944 operacji madońskiej (Łotwa). Jesienią 1944 uczestniczył w operacji ryskiej i zajęciu Rygi oraz blokowaniu niemieckiego zgrupowania "Północ" w Kurlandii. Do listopada 1944 wykonał 110 lotów bojowych. 10 listopada 1944 został zestrzelony przez artylerię zenitową wraz z nawigatorem i radzistą, odnosząc rany; został uznany za poległego. 18 sierpnia 1945 został pośmiertnie odznaczony Złotą Gwiazdą Bohatera Związku Radzieckiego. Zatrzymany przez niemiecki patrol, został osadzony w obozie jenieckim, skąd w końcu udało mu się zbiec. Nie mając dokumentów, dołączył do pułku piechoty, w którym walczył do końca wojny. Po wojnie został osadzony w łagrze i poddany weryfikacji przez NKWD jako były jeniec; wówczas dowiedział się o przyznaniu mu tytułu Bohatera Związku Radzieckiego. W sierpniu 1948 wręczono mu Złotą Gwiazdę. Wrócił do służby w lotnictwie do 1955, gdy został zwolniony do rezerwy w stopniu podpułkownika, później pracował w fabryce im. Swierdłowa Ministerstwa Przemysłu Lotniczego ZSRR. W 2002 jedną z ulic w Permie nazwano jego imieniem.

## Odznaczenia
- Złota Gwiazda Bohatera Związku Radzieckiego
- Order Lenina (18 sierpnia 1945)
- Order Czerwonego Sztandaru (dwukrotnie, 2 sierpnia 1943 i 31 stycznia 1944)
- Order Aleksandra Newskiego (1944)
- Order Wojny Ojczyźnianej (dwukrotnie, 18 sierpnia 1944 i 11 marca 1985)

I medale.